# ألكساندرو تودور
ألكساندرو دان تودور (بالرومانية: Alexandru Tudor)‏ (مواليد 13 سبتمبر 1971 في بوخارست) حكم كرة قدم روماني . بدأ مسيرته التحكيمية في سنة 1990 . قرر الاتحاد الدولي لكرة القدم اعتماده حكما دوليا في سنة 2001 .

## روابط خارجية
- ألكساندرو تودور على موقع Soccerway.com (الإنجليزية)